# The Last Rodeo
The Last Rodeo es una película dramática estadounidense de 2025, escrita y dirigida por Jon Avnet. Está protagonizada por Neal McDonough, quien también es coguionista y productor, junto a Mykelti Williamson, Christopher McDonald, Sarah Jones y Daylon Swearengen.

## Reparto
- Neal McDonough como Joe Wainright
- Ruvé McDonough como Rose Wainright
- Mykelti Williamson como Charlie Williams
- Christopher McDonald como Jimmy Mack
- Sarah Jones como Sally Wainright
- Daylon Swearingen como Billy Hamilton

## Producción
El rodaje tuvo lugar en Owasso y Collinsville, Oklahoma, de marzo a abril de 2024.

## Estreno
The Last Rodeo se estrenó en Estados Unidos el 23 de mayo de 2025.